# Košarka na OI 2004.
Košarka na Olimpijskim igrama u Ateni 2004. godine uključivala je natjecanja u muškoj i ženskoj konkurenciji.

## Osvajači odličja
| Muški | Zlato | Srebro | Bronca |
| Muški | ArgentinaRuben Wolkowyski Carlos Delfino Andres Nocioni Leonardo Gutierrez Luis Alberto Scola Hugo Ariel Sconochini Gabriel Fernandez Wálter Herrmann Fabricio Oberto Alejandro Montecchia Emanuel Ginóbili Juan Ignacio Sánchez | ItalijaLuca Garri Roberto Chiacig Michele Mian Massimo Bulleri Rodolfo Rombaldoni Alex Righetti Denis Marconato Matteo Soragna Giacomo Galanda Gianluca Basile Nikola Radulović Gianmarco Pozzecco | SAD Emeka Okafor Carmelo Anthony Carlos Boozer Lamar Odom Dwyane Wade Tim Duncan Amare Stoudemire Shawn Marion Richard Jefferson Allen Iverson Stephon Marbury LeBron James |

| Žene | Zlato | Srebro | Bronca |
| Žene | SAD Sue Bird Swin Cash Tamika Catchings Yolanda Griffith Shannon Johnson Lisa Leslie Ruth Riley Katie Smith Dawn Staley Sheryl Swoopes Diana Taurasi Tina Thompson | Australija Lauren Jackson Rachael Sporn Natalie Porter Belinda Snell Laura Summerton Kristi Harrower Trish Fallon Suzy Batkovic Penny Taylor Sandy Brondello Allison Tranquilli Alicia Poto | Rusija Anna Arhipova Irina Esipova Marija Kalmykova Marija Stepanova Ilona Korstin Tatjana Ščegoleva Elena Baranova Dijana Gustilina Natalija Vodopjanova Oksana Rahmatulina Olga Artešina placeholder |